# Julius Kaspar (Maler)
Julius Kaspar, zumeist als Julius Kasper bezeichnet (* 13. Dezember 1888 in Karlsruhe; † 15. Juni 1922 in Pforzheim) war ein deutscher Maler und Grafiker.

## Leben
Kaspar besuchte zunächst die Badische Kunstgewerbeschule und nahm drei Jahre lang an der Akademie in Karlsruhe Zeichenunterricht bei Walter Conz. Rudolf Schlichter, Egon Itta, Willi Müller-Hufschmid und Georg Scholz waren Studienkollegen von ihm. Sie waren Mitglieder der Gruppe Rih, die nach dem Hengst Rih aus den Erzählungen von Karl May benannt war und der auch der Maler Wladimir Lukianowitsch von Zabotin angehörte. 
In Rudolf Schlichters Autobiographien Das widerspenstige Fleisch und Tönerne Füße wird Kaspar unter dem Pseudonym „Julius Zack“ ausführlich porträtiert; darin hat er den Spitznamen „Juller“.
Carl Zuckmayer berichtet in Als wär’s ein Stück von mir über seine Besuche bei der Gruppe Rih:

„Dann und wann schien der Maler Kasper auf, ein verkauzter, schwer zugänglicher Mensch, der aussah wie ein vergröberter van Gogh, kartoffelköpfig, die kleinen, ruhelosen Bärenaugen von den Vorfunken des Wahnsinns durchflackert, an dem er zugrunde ging.“

Kaspar, der Kontakte zur Unterwelt (Halbwelt, Rotlichtmilieu) pflegte, bevorzugte als Motive Fabrikanlagen, Hinterhofszenerien, Prostitution und Arbeitslosigkeit. Er verbrachte mehrere entbehrungsreiche Jahre in Norddeutschland. Er war nach 1918 für einige Zeit als künstlerischer Berater am Varieté Wedemeyer in Bremerhaven tätig sowie in Berlin. Er arbeitete überwiegend als Grafiker und kehrte nach einem psychischen Zusammenbruch nach Karlsruhe zurück. 1920 arbeitete er als Zeichenlehrer an der Pforzheimer Goldschmiedeschule und beging im Jahr 1922 schließlich in seinem Pforzheimer Atelier Selbstmord. Der Badische Kunstverein in Karlsruhe veranstaltete im Jahr 1951 eine Gedächtnisausstellung, auf der auch einige seiner Werke zu sehen waren.